# USS Ancon (AGC-4)
USS Ancon (AGC-4) – liniowiec oceaniczny nabyty przez US Navy w czasie II wojny światowej i przebudowany na okręt dowodzenia.
„Ancon” został zwodowany 24 września 1938 roku w stoczni Fore River Shipyard, matką chrzestną była żona Sekretarza Wojny Harry’ego Woodringa. Statek należał do Panama Railroad Company. 22 czerwca 1939 roku rozpoczął przewozy ludzi i towarów pomiędzy Nowym Jorkiem i Cristobal (Strefa Kanału Panamskiego).
Jednostka została przejęta przez Army Transport Service 11 stycznia 1942 roku i otrzymała nazwę USAT Ancon. Liniowiec odbył dwie podróże do Australii przewożąc jednostki Army Air Corps i część 32. Dywizji Piechoty, wzmacniając w ten sposób obronę kontynentu. W pierwszą podróż wyruszył 31 stycznia 1942 roku płynąc z San Francisco do Brisbane. W drugą ruszył 23 kwietnia 1942 roku z San Francisco do Adelaide i Sydney. Wrócił do San Francisco 18 czerwca 1942 roku i został nabyty przez US Navy 7 sierpnia 1942 roku. Wszedł do służby 12 sierpnia 1942 roku w Boston Navy Yard jako USS „Ancon” (AP-66).
Po wejściu do służby „Ancon” przeszedł miesięczny remont w Bostonie, gdzie był dostosowywany do służby w amerykańskiej marynarce. 12 września wyszedł w kierunku Virginia Capes i po dotarciu do Norfolk załadował towary i żołnierzy. Przewiózł ich do Baltimore. Następnie odbył próby i ćwiczenia na Chesapeake Bay. Po zabraniu w Norfolk kolejnych żołnierzy i sprzętu okręt opuścił Wschodnie Wybrzeże 24 października. Popłynął w kierunku Afryki Północnej jako część Transport Division 9, Amphibious Force, Atlantic Fleet w ramach operacji Torch.
16 lutego 1943 roku wszedł do Norfolk Naval Shipyard w celu przebudowy na okręt sztabowy, dowodzenia i komunikacyjny. Uczestniczył w inwazji na Sycylię, desancie w Salerno, desancie na Normandię. Później przeszedł na Pacyfik i uczestniczył m.in. w zdobywaniu przez USA Okinawy, był w Zatoce Tokijskiej w czasie kapitulacja Japonii.
„Ancon” został wycofany ze służby 25 lutego 1946 roku i przekazany do Maritime Administration, która zwróciła jednostkę pierwotnemu właścicielowi. Jego nazwę skreślono z listy jednostek floty 17 kwietnia 1946 roku. Później jednostka ponownie trafiła do Maritime Administration, która przekazała ją do Maine Maritime Academy. Ta używała jej jako TS „State of Maine” do momentu zwrotu statku do Maritime Administration w 1973 roku. Następnie jednostkę zezłomowano.